# Messel
Messel es un municipio perteneciente al distrito de Darmstadt-Dieburg del Land Hesse, ubicado al noreste de Darmstadt.

## Geografía

### Ubicación
El municipio está a 172 m sobre el nivel del mar, 9 km al noreste de la ciudad de Darmstadt.

### Municipios vecinos
Messel limita al norte con las ciudades de Dreieich y Rödermark (ambas pertenecientes administrativamente distrito de Offenbach) y con el municipio de Eppertshausen; al este, con el municipio de Münster y la ciudad de Dieburg; al sur, con el municipio de Groß-Zimmern (las últimas todas bajo la jurisdicción administrativa del distrito de Darmstadt-Dieburg) y al oeste con la ciudad de Darmstadt.

### Áreas del municipio
Messel se compone de las áreas «Messel» y «Grube Messel», dos zonas que conforman barrios separados dentro del mismo municipio.

## Historia

### Prehistoria e historia antigua
La zona hoy demarcada como Messel fue utilizada por seres humanos mucho antes del neolítico y poblada a partir de ese período de manera estable. Algunos hallazgos arqueológicos, como por ejemplo un vaso campaniforme que se encontró en la Moret-Schneise así lo demuestran.
En la Edad de Hierro los celtas poblaron el área de Messel. También ellos dejaron numerosas huellas. El sur de Hesse fue intensamente marcado por la ocupación romana, la ciudad vecina de Dieburg se convirtió en un centro económico. De esta época se han conservado utensilios de greda, monedas y artesanías. Con el comienzo de las grandes migraciones germánicas ocurríó un cambio total. En el año 260 los alamanes traspasaron el Limes. El imperio romano dio por perdidos sus territorios de la ribera derecha del Rhin.

### Historia territorial
Con el comienzo de la Alta Edad Media el sur de Hesse se ve crecientemente influido por los francos. Con la cristianización y el desarrollo de la Iglesia, la región – también en los alrededores de Messel – adquiere una nueva estructura. La Abadía de Lorsch, muy favorecida y patrocinada por los carolingeos, se constituyó como poder regional y centro cultural. En este contexto aparece la más antigua mención de Messel, en el año 800, en una entrada del códice de Lorsch.
En el límite noroccidental de la localidad, en el área donde actualmente se encuentra el campo deportivo "Ringelwoog" se levantó un castillo rodeado de un foso. La datación de esta construcción le ha asignado el año aproximado de 1100. Hay una referencia a la construcción en la entrada sobre el Abad Anselm von Lorsch. De este castillo no se ha conservado resto alguno.
Tras la disolución de la abadía de Lorsch en 1232, todos sus bienes se traspasaron a la diócesis de Maguncia. En 1303 la aldea pertenecía a Röder Mark. En 1403 Henne Groschlag obtuvo del conde de Katzenelnbogen la Vogt sobre el lugar en contrato de vasallaje. En 1455 el emperador Federico III autorizó al Arzobispo de Maguncia la elevación de las tarifas aduaneras en Messel y Langen. En 1490 el Landgrave Guillermo II de Hesse entregó terrenos de Messel en feudo a Ludwig Groschlag. En 1495 pertenecía a Oswalt Groschlag el embalse de Messel. Los caballeros von Groschlag acumularon así una serie de derechos en Messel y con ello fueron los señores del lugar hasta 1799, año en el que falleció el último miembro masculino de esa familia.
Messel se entregó entonces como feudo al ministro de estado del arzobispado de Maguncia Franz Joseph Martin von Albini (1748-1816). Pero los habitantes de Messel no quisieron reconocerlo como señor del lugar sino que, en cambio, proclamaron el 31 de mayo de 1799 a las hijas del último caballero de la familia Groschlag. No obstante, Albini forzó su reconocimiento por la vía de la ocupación violenta del pueblo con 50 húsares de Maguncia. Sin embargo, permaneció a la cabeza del feudo solamente hasta 1806, año en que el territorio pasó a formar parte del Gran Ducado de Hesse y el Rin. Pero los Albini continuaron hasta 1821 en el tribunal patrimonial del señorío del pueblo. Desde los tiempos del Gran Ducado, Messel perteneció sucesivamente a diversas unidades administrativas, que se detallan como sigue:
- 1821: Landratsbezirk[2] Langen
- 1832: Distrito de Groß-Gerau
- 1848: Región de Darmstadt (Starkenburg)
- 1852: Distrito de Darmstadt
- 1977: Distrito de Darmstadt-Dieburg

Hasta 1838 la parroquia de Ober-Roden regentaba el pequeño diezmo en Messel. A mediados del siglo XIX la población aumentó considerablemente. Tras varias malas cosechas y hambrunas cerca del 10 % de la población abandonó su lugar de nacimiento y emigró hacia los Estados Unidos de América.
Un nuevo gran cambio trajo consigo el hallazgo de la lutita bituminosa, que desde los años 1870 se explotó en la Grube de Messel por parte del «Sindicato» minero (cooperativa) de Messel. En conexión con esta explotación surgieron instalaciones industriales de procesamiento las que, en conjunto con la obra de la mna propiamente tal, constituyeron por más de un siglo los principales empleadores de mano de obra en el municipio.

### Formas históricas del nombre de la ciudad
- Massila (800)
- Massilia (813)
- Stehelin Mesela (1105)
- Messela (1303)
- Messele (1308)
- Messel (1358)
- Messeln (1438)
- Messel (1454)
- Meschell (1688)
- Mesßel (1688)
- Mescheln (1722)

### Historia religiosa
Se desconoce el momento en que en Messel se levantó una iglesia. La torre de la iglesia de la actual iglesia evangélica data de mediados del siglo XV. La iglesia estaba bajo el patronato del apóstol Bartolomé. Primeramente fue una sucursal de la iglesia de Ober-Roden. Pero aún antes de 1550 Messel se erigió como parroquia independiente. La autoridad eclesiástica intermedia era al comienzo de la Edad Moderna el Archidiácono de San Peter y Alexander, en Aschaffenburg, archidiaconado de Rodgau.
Con la Reforma, la comunidad eclesiástica de Messel se convirtió a la fe luterana, el conde de Hanau-Lichtenberg, también luterano, poseía el derecho de presentación del párroco. En 1560 Klein-Zimmern – tal vez debido a ello – se desmembró de la asociación de parroquias del arzobispado de Maguncia.
Desde el siglo XV existía ya en Messel una comunidad judía. Su porcentaje de representación en la población fluctuaba entre el 10 y el 206 %. La sinagoga de Messel era una de las más antiguas de la zona del gran ducado. En 1830 fue reemplazada por una construcción nueva en la Holzhäusergasse. El edificio que la albergaba, tras ser profanado y privatizado en el tiempo del nacionalsocialismo, fue demolido en los años 1970.
La «Capilla de San Antonio» (Antonius-Kapelle), inaugurada en 1845 y ubicada en el barrio Grube Messel sirvió primeramente como iglesia católica 1945. En 1957 se inauguró en Messel la Iglesia de San Bonifacio.

### Población
- 1829: 652 habitantes
- 1939: 1178 habitantes
- 1961: 1932 habitantes
- 1970: 2613 habitantes

## Política
Las recientes elecciones comunales de Hesse han arrojado los siguientes resultados (actualizados hasta las últimas realizadas el 27 de marzo de 2011):
| Partidos y asociaciones de votantes | Partidos y asociaciones de votantes                             | % 2011 | Escaños 2011 | % 2006 | Escaños 2006 | % 2001 | Escaños 2001 |
| SPD                                 | Partido Socialdemócrata de Alemania                             | 54,8   | 10           | 35,5   | 7            | 42,4   | 8            |
| CDU                                 | Unión Demócrata Cristiana de Alemania                           | 37,0   | 7            | 54,4   | 10           | 49,1   | 9            |
| FDP                                 | Partido Democrático Liberal                                     | 8,2    | 2            | 5,9    | 1            | 8,6    | 2            |
| FLoM                                | Freie Liste offenes Messel (Lista independiente Messel abierto) | -      | -            | 4,2    | 1            | –      | –            |
| Total                               | Total                                                           | 100,0  | 19           | 100,0  | 19           | 100,0  | 19           |
| Participación electoral en %        | Participación electoral en %                                    | 60,1   | 60,1         | 59,9   | 59,9         | 67,6   | 67,6         |

## Transporte público
La estación de ferrocarriles de Messel se encuentra en el barrio Grube Messel, en la línea férrea Meno-Rin, entre Aschaffenburg y Wiesbaden, que pasa por Darmstadt y Maguncia. La conexión a la línea existe desde 1858. A la estación se puede acceder desde Messel a través de un camino de peatones y bicicletas. En el lugar existen aparcamientos para bicicletas. Además llegan a la estación las líneas de buses hacia Darmstadt-Kranichstein (desde donde a su vez hay conexión al tranvía de Darmstadt y hacia Rödermark). Durante los fines de semana hay algunos recorridos especiales de buses hacia Heusenstamm vía Dreieich-Offenthal.

## Lugares de interés
Por sobre todo, Messel es conocido por el yacimiento fosilífero de la Grube Messel, el que en 1995 fue declarado por la Unesco Patrimonio de la humanidad. Desde 2010 existe a la entrada de la hoya de Messel un Centro de Información del Visitante.
En el Museo de la ciudad de Messel hay una exposición permanente de hallazgos fósiles, así como una presentación de la historia de la minería, de la industria y de la ciudad de Messel. El museo se encuentra ubicado un edificio escolar, el más antiguo del que se tiene conocimiento en la ciudad, construcción del año 1785.